# Чексу
Чексу (устар. Чек-Су) — река в России, протекает по Междуреченскому району Кемеровской области.
Устье реки находится в 44 км по правому берегу реки Уса. Длина реки составляет 44 км.
В районе Чексу располагается Усинское месторождение марганца, открытое Радугиным Константином Владимировичем.

## Данные водного реестра
По данным государственного водного реестра России относится к Верхнеобскому бассейновому округу, водохозяйственный участок реки — Томь от истока до города Новокузнецк, без реки Кондома, речной подбассейн реки — Томь. Речной бассейн реки — (Верхняя) Обь до впадения Иртыша.